# Садуакасова Дінара Рамазанівна
Дінара Рамазанівна Садуакасова (каз. Динара Рамазанқызы Сәдуакасова; 31 жовтня 1996, Акмола) — казахстанська шахістка, міжнародний майстер, гросмейстер серед жінок.
 Чемпіонка світу серед дівчат до 18 років (2014), чемпіонка світу серед юніорок до 20 років (2016). Чемпіонка Азії (2019).
Її рейтинг станом на березень 2020 року — 2500 (13-те місце у світі, 1-ше — серед шахісток Казахстану).

## Особисте життя
Дінара Садуакасова навчилася грати в шахи в п'ять років у клубі імені Х. Омарова в Астані. Серйозно стала займатися у віці десяти років. Окрім шахів захоплюється музикою, художньою гімнастикою, плаванням. Вивчає іноземні мови. У 2008 році закінчила з відзнакою музичну школу ім. П. Чайковського по класу фортепіано. Також посіла перше місце з художньої гімнастики на міжнародному турнірі «Синьогора».
2012 року у віці 16 років Дінара стала наймолодшим гросмейстером Казахстану серед жінок.

## Досягнення
- 2004 — віце-чемпіонка Азії серед дівчат до 8 років.
- 2007 — віце-чемпіонка світу серед дівчат до 12 років.
- 2010 — чемпіонка світу серед дівчат до 14 років.
- 2014, вересень — чемпіонка світу серед дівчат до 14 років. (Дурбан, ПАР).
- 2014 — 1 місце серед жінок у міжнародному турнірі «XXXIV Open Internacional de Benasque» Іспанія
- 2014 — 1 місце серед жінок у міжнародному турнірі «Memorial Ridha Belkadhi Women Tournament» (Туніс)
- 2015, червень — чемпіонка Центральної Азії серед жінок (Зональний турнір ФІДЕ 3.4. Душанбе, Таджикистан).
- 2015 — 2 місце у чемпіонаті Казахстану зі швидких шахів серед чоловіків, набрала 7,5 очок з 9 можливих
- 2016, серпень — чемпіонка світу серед юніорок до 20 років;
- 2017, березень — 1 місце на міжнародному турнірі «HDBank Cup Internasional Open Chess 2017» (В'єтнам), увійшла в ТОП-30 найсильніших шахісток світу.
- 2017 — 3 місце на міжнародному турнірі «Hoogeveen Chess Tournament» (Нідерланди).
- 2017 — 1 місце серед жінок у міжнародному турнірі «Biel International Chess tournament» (Швейцарія
- 2018, березень — 1 місце на міжнародному турнірі «HDBank Cup Internasional Open Chess 2017» В'єтнам;
- 2018, травень — увійшла в ТОП-15 світового рейтингу FIDE.[2]
- 2018, серпень — бронзова призерка з рапіду та бліцу на Кубку Азійських націй Хамадан (Іран)[3].
- 2019, червень — Чемпіонка Азії. Перша представниця Казахстану, яка стала чемпіонкою Азії.
- 2019, жовтень — виконала першу норму гросмейстера за результатами турніру «Турнір Grand Swiss ФІДЕ 2019», набравши 5½ з 11 очок (розділила 1-2 місця серед жінок з Харікою Дронаваллі);
- 2020, січень — увійшла в ТОП-10 світового рейтингу (9 місце).

## Результати виступів у складі національної збірної
Дінара Садуакасова за період 2008—2019 років зіграла за жіночу збірну Казахстану в 12-ти командних турнірах, зокрема: шахових олімпіадах — 5 разів, командних чемпіонатах світу — 3 рази, командних чемпіонатах Азії — 4 рази.
За час виступів у складі збірної Казахстану Дінара завоювала командну «бронзу» чемпіонату Азії 2016 року, а також індивідуальне «срібло» чемпіонату Азії 2014 року.
Загалом у складі збірної Казахстану Дінара Садуакасова зіграла 92 партії, в яких набрала 54½ очки (+33=43-16), що становить 59,2 % від числа можливих очок.
| Рік  | Турнір           | Місто           | Збірна    | Шахів- ниця | Рейтинг | + | = | − | Результат | % очок | Турнірний рейтинг | Командне місце | Особисте місце |
| ---- | ---------------- | --------------- | --------- | ----------- | ------- | - | - | - | --------- | ------ | ----------------- | -------------- | -------------- |
| 2008 | шахова олімпіада | Дрезден         | Казахстан | резерв      | 1863    | 2 | 0 | 2 | 2 з 4     | 50,0   | 2063              | 45             |                |
| 2010 | шахова олімпіада | Ханти-Мансійськ | Казахстан | 4           | 2142    | 5 | 3 | 2 | 6½ з 10   | 65,0   | 2195              | 29             | 23             |
| 2012 | чемпіонат Азії   | Цзаочжуан       | Казахстан | 4           | 2219    | 1 | 5 | 2 | 3½ з 8    | 43,8   | 2163              | 6              | 8              |
| 2012 | шахова олімпіада | Стамбул         | Казахстан | 4           | 2216    | 6 | 2 | 1 | 7 з 9     | 77,8   | 2416              | 12             | 7              |
| 2013 | чемпіонат світу  | Астана          | Казахстан | 3           | 2353    | 1 | 3 | 3 | 2½ з 7    | 35,7   | 2226              | 7              | 7              |
| 2014 | шахова олімпіада | Тромсе          | Казахстан | 2           | 2375    | 6 | 5 | 0 | 8½ з 11   | 77,0   | 2488              | 6              | 5              |
| 2014 | чемпіонат Азії   | Тебриз          | Казахстан | 3           | 2335    | 1 | 3 | 0 | 2½ з 4    | 62,5   | 2371              | 4              | Silver         |
| 2015 | чемпіонат світу  | Ченду           | Казахстан | 2           | 2393    | 2 | 5 | 1 | 4½ з 8    | 56,3   | 2434              | 6              | 5              |
| 2016 | чемпіонат Азії   | Абу-Дабі        | Казахстан | 1           | 2335    | 3 | 4 | 1 | 5 з 8     | 62,5   | 2381              | Bronze         | 4              |
| 2018 | шахова олімпіада | Батумі          | Казахстан | 1           | 2474    | 4 | 5 | 1 | 6½ з 10   | 65,0   | 2495              | 11             | 11             |
| 2018 | чемпіонат Азії   | Хамадан         | Казахстан | 1           | 2489    | 0 | 3 | 2 | 1½ з 5    | 30,0   | 2269              | 5              | 5              |
| 2019 | чемпіонат світу  | Астана          | Казахстан | 2           | 2462    | 2 | 5 | 1 | 4½ з 8    | 56,3   | 2446              | 5              | 4              |